# Chikka Nagnur, Lingsugur
Chikka Nagnur là một làng thuộc tehsil Lingsugur, huyện Raichur, bang Karnataka, Ấn Độ.